# Regió d'Ucayali
Ucayali és una regió del Perú. Limita a l'est amb l'Estat d'Acre (Brasil), al sud-est amb la Regió de Madre de Dios, al nord amb la Regió de Loreto, al sud amb la Regió de Cusco i a l'oest amb les regions de Junín, Pasco i Huánuco. Del 1987 al 1992 fou una de les regions unidepartamentals del país.

## Llengües
L'espanyol és parlat pel 86.5% de la població, mentre el 2,3% parla quítxua i el 0,5% parla aimara. Altres llengües ameríndies són parlades pel 9,7% de la població i el 0,2% parla llengües estrangeres,

## Divisió administrativa
La regió es divideix en quatre províncies:
- Coronel Portillo
- Atalaya
- Padre Abad
- Purus